# Plan van Agua Prieta
Het Plan van Agua Prieta (Spaans: Plan de Agua Prieta) was een manifest opgesteld door generaal Plutarco Elías Calles op 12 april 1920, waarin hij opriep tot het omverwerpen van president Venustiano Carranza. Het plan werd opgesteld in de stad Agua Prieta in de deelstaat Sonora.
De officiële aanleiding voor het plan was een kwestie over de soevereiniteit over de Río Sonora. Calles hield vol dat de staat Sonora hier over ging terwijl Carranza meende dat het onder de federale regering viel. In werkelijkheid speelden andere redenen mee. Veel politici en officieren waren al geruime tijd ontevreden met de regering van Carranza. Nadat deze de onbekende Ignacio Bonillas aanwees tot zijn opvolger was voor velen de maat vol. Ook speelden de persoonlijke machtsambities van Calles en Álvaro Obregón, die na dit plan president zou worden, een rol.
Het plan riep op tot het aftreden van Carranza, van gouverneurs die aan de zijde van Carranza stonden en tot het installeren van Adolfo de la Huerta, gouverneur van Sonora, als president, die dan nieuwe verkiezingen uit zou schrijven. De opstand was een groot succes. Onder anderen Pablo González, Fausto Topete, Pascual Ortiz Rubio, Abelardo Luján Rodríguez, José Gonzalo Escobar, Heliodoro Charis, Salvador Alvarado, Jacinto B. Treviño, Manuel Peláez, Gildardo Magaña en Benjamín G. Hill verklaarden hun steun aan het plan. Carranza trad af en poogde het land te ontvluchten, maar werd onderweg vermoord.
Het plan van Agua Prieta was de laatste succesvolle gewapende machtsovername in de geschiedenis van Mexico. Het plan van Agua Prieta vormde het begin van de zogenaamde 'Sonoraanse dynastie', die Mexico het volgende decennium zou regeren.